# Bernie Rieder

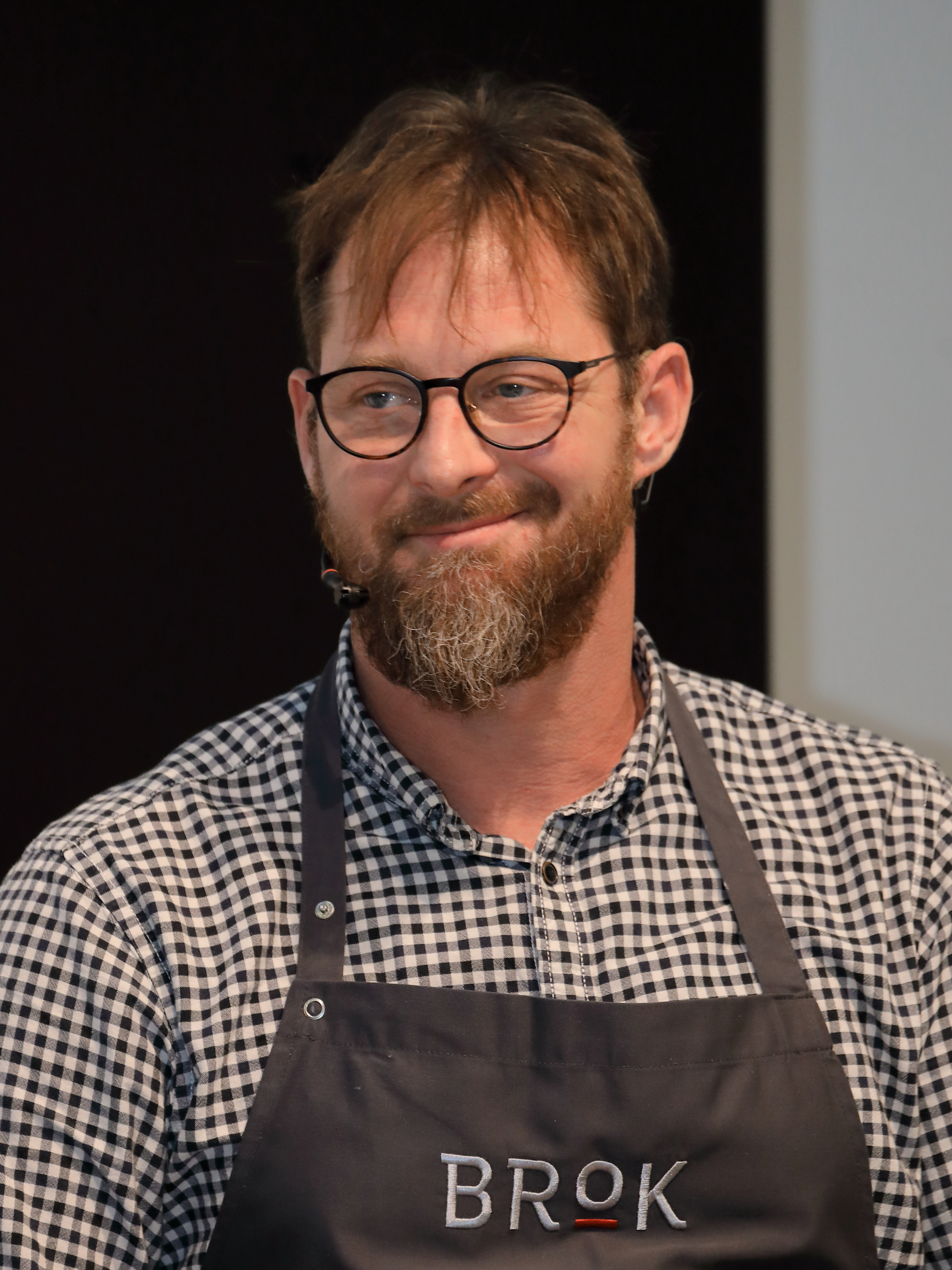
Bernie Rieder (2019)

Bernhard „Bernie“ Rieder (* 11. Januar 1975 in Purbach) ist ein österreichischer Koch und Kochbuchautor.

## Leben und Werdegang
Rieder wuchs bei seiner Großmutter mütterlicherseits in Purbach am Neusiedler See (Burgenland) auf einem Bauernhof auf. Die Ferien und Wochenende verbrachte er bei seiner Großmutter väterlicherseits in Neuhaus im Triestingtal (Niederösterreich).
Da schon sein Vater sein Geld als Koch verdiente und Rieder nach eigenen Angaben „einen Handwerksberuf, bei dem man täglich kreativ sein kann“ ausüben wollte, war sein beruflicher Weg quasi vorgezeichnet.
Er arbeitete zunächst in dem Restaurant Eselmühl in St. Margarethen, später im "Korso" von Reinhard Gerer als "chef de partie". Seine weiteren Stationen waren das "Inamera" (Rust), die "Kremsmünsterer Stuben" (Linz), der "Taubenkobel" (Schützen), "Ikarus" im Hangar 7 (Salzburg), das Lokal "Perkeo" (Salzburg) und das "Graf Hunyady" (Wien). Anschließend war er drei Jahre lang Küchenchef im "Das Turm", nach dessen Schließung im Februar 2009 war er im "Freiraum" tätig. 2010 kochte er im Lobsterdock, beim Cirque à la Carte in der Eventpyramide Vösendorf und beim Cirque Nouvel in der Arena Nova (Wiener Neustadt). Rieder konnte bei allen seinen Stationen "Hauben" "erkochen".
Der Burgenländer arbeitete bei seinen Stationen u. a. mit Roland Neubauer, Christian Sponring, Reinhard Gerer, Christian Meister, Hermann Huber, Roland Trettl und Eckart Witzigmann zusammen.
Seit 2012 vertreibt die Brauerei "Rieder Bier" aus Ried im Innkreis eine Weißbier-Kreation von Bernie Rieder (Bernie.Rieder Weiss.Bier)
Von Juni 2013 bis Mitte 2015 war Bernie Rieder Nachfolger von Helmut Österreicher im Restaurant "Österreicher" im MAK.

## Fernsehkarriere
2008 präsentierte Rieder im ORF seine eigene TV-Show "Wild Cooking". Danach war er Gast in den Formaten "Das Rennen" (2009), "Das Match" (2010), "Österreich wählt" (2011) und "Hirn mit Ei" (2011).

## Veröffentlichungen
Rieder veröffentlichte sein erstes Kochbuch 2011: In "Oma.Koch.Buch" (Braumüller Verlag) präsentiert er klassische Hausmannskost, wie er sie von seinen Omas serviert bekommen hat und interpretiert einige dieser Gerichte neu.
Im November 2014 erschien sein zweites Werk "Österreichische Küche reloaded".

## Privatleben
Rieder ist seit September 2013 verheiratet. Aus einer früheren Verbindung hat er einen Sohn (* 2011), zudem ist er Stiefvater eines Kindes (* 2003), das seine Frau in die Ehe mitbrachte. Am 13. Januar 2014 wurden Rieder und seine Frau erneut Eltern eines Sohnes.

## Kuriosum
1998 erhielt er für sein "Lammkarree mit Blattspinat und gebackenem Bohnenstrudel" eine "Haube". Ironischerweise isst Rieder kein Lamm und hat sein eigenes Gericht demzufolge nie gekostet. Den hochgelobten Bohnenstrudel ließ er außerdem von seiner Großmutter vorbereiten.

## Werke
- Bernie Rieder: Oma.Koch.Buch. Braumüller, Wien 2011, ISBN 978-3-99100-048-8.
- Bernie Rieder: Österreichische Küche Reloaded. Braumüller, Wien 2014, ISBN 978-3-99100-127-0.